# Boissy-le-Sec
Boissy-le-Sec  [bwasi lǝ sɛk] je francouzská obec v departementu Essonne v regionu Île-de-France.

## Poloha
Obec Boissy-le-Sec se nachází asi 46 km jihozápadně od Paříže. Obklopují ji obce Sermaise na severu, Villeconin na severovýchodě a na východě, Brières-les-Scellés na jihovýchodě, Étampes na jihu, Boutervilliers na jihozápadě, La Forêt-le-Roi na západě a Roinville na severozápadě.

## Historie
Oblast kolem vesnice byla využívána k zemědělství již v době antiky, jak dokládají pozůstatky zemědělských staveb Keltů i Římanů. Ves byla zpočátku v majetku králů. Ludvík VI. potvrdil v roce 1120 obyvatelům vesnice privilegium, že nemohou být souzeni mimo svou farnost. V roce 1216 Filip IV. Sličný vytvořil z Boissy-le-Sec panství a daroval jej rytíři Gauthier de Nanteau.
Na počátku stoleté války nařídil král Filip V. majiteli zdejšího hradu Jeanovu Paviotovi, aby posílil hradní posádku a zlepšil jeho obranu. Hrad byl nejspíš dokončen v roce 1339. Hrad padl do rukou Angličanů v roce 1358. Na konci 15. století panství i nadále patřilo potomkům Jeana Paviota, kteří zastávali významná místa v armádě a u královského dvora. V té době hrad ztratil svůj strategický význam a byl přestavěn na zámek a doplněn o corps de logis.
Poslední člen rodiny Paviot zemřel v roce 1697 a po několika prodejích získal panství Charles Boyetet de Mérouville, bohatý obchodník z Orléans povýšený do šlechtického stavu. Tato rodina držela panství až do Velké francouzské revoluce.

## Pamětihodnosti
- Kostel sv. Ludvíka IX. z 12. století zapsaný v seznamu historických památek.[1]
- Zámek château de Boissy-le-Sec ze 16. století je rovněž památkově chráněný.[2]

## Demografie
Počet obyvatel